# Seiza

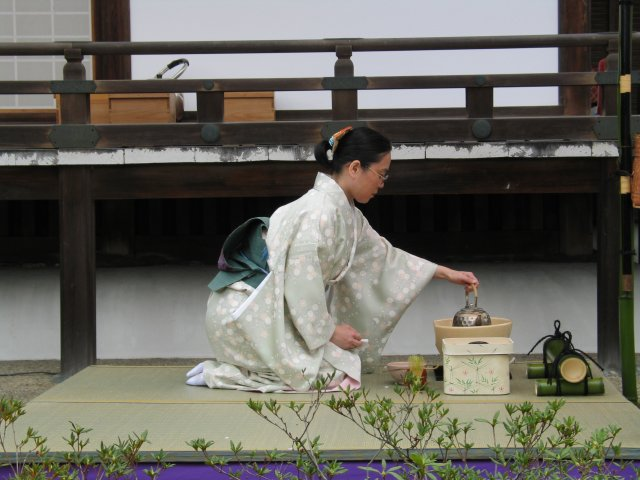
Femeie în seiza, pe un tatami, în timpul ceremoniei japoneze a ceaiului

 Seiza  (正座, literar „șezând corect”) este modul tradițional de a sta în Japonia.
Poziția agura („șezând turcește”) în anumite situații este considerată nepotrivită, dar este permisă, mai ales pentru persoanele pentru care seiza este dificilă (în cazul persoanelor în vârstă ori rănite sau în cazul persoanelor care nu sunt de origine japoneză).  
Seiza face parte sau este necesară în anumite arte tradiționale japoneze cum ar fi ceremonia japoneză a ceaiului, meditația (Zazen) și anumite arte marțiale.  Seiza este modul tradițional de a sta în practicarea altor arte, precum shodo (caligrafie) și ikebana (aranjarea florilor), deși cu folosirea tot mai largă a mobilierului de tip occidental nu mai este strict necesară în zilele noastre. Multe săli pentru reprezentații de arte tradiționale, cum ar fi kabuki, păstrează sectoare pentru public unde spectatorii stau în seiza.